# Гвинджилия, Вера Аполлоновна
Вера Аполлоновна Гвинджилия (1929 год, село Поцхо, Сенакский район, ССР Грузия) — колхозница колхоза имени Сталина Поцхинского сельсовета Цхакаевского района, Грузинская ССР. Герой Социалистического Труда (1950).
Родилась в 1924 году в крестьянской семье в селе Поцхо Сенакского района (сегодня — Сенакский муниципалитет). Окончила местную школу. Трудовую деятельность начала в годы Великой Отечественной войны в колхозе имени Сталина Цхакаевского района.
В 1949 году собрала 6125 килограмм сортового зелёного чайного листа на участке площадью 0,5 гектара. Указом Президиума Верховного Совета СССР от 19 июля 1950 года удостоена звания Героя Социалистического Труда за «получение высоких урожаев сортового зелёного чайного листа и цитрусовых плодов в 1949 году» с вручением ордена Ленина и золотой медали «Серп и Молот» (№ 5244).
После выхода на пенсию проживала в родном селе Поцхо Цхакаевского района.